# Heinrich Deumeland
Heinrich Deumeland (* 8. April 1822 in Mörse; † 16. Mai 1889 ebenda) war ein deutscher Autor plattdeutscher Mundart.
Nach Abschluss seiner Ausbildung auf der Dorfschule übernahm Deumeland den väterlichen Kossatenhof in Mörse. Er stand in Kontakt mit August Heinrich Hoffmann von Fallersleben und forderte im Revolutionsjahr 1848 vom Gutsherrn in Mörse die Freigabe der Jagd – mit persönlichen Konsequenzen. Er schrieb spöttisch in Zeitungen, über prunksüchtige Frauen, Genuß- und Spielsucht oder Aberglauben, Tanz und Musik. Seine Geschichten sind gut lesbare Beschreibungen damaligen Lebens – aus der Zeit des Aufbruchs zur Demokratie in Deutschland.
Zu seinen Ehren wurde in Wolfsburg-Mörse eine Straße nach Deumeland benannt.

Gedenkstein mit Bronzetafel zum Leben und Wirken von Heinrich Deumeland

Zum 200. Geburtstag wurde im Jahr 2022 eine Gedenkstein in Mörse aufgestellt.

## Werke
- Dei Aekerjagd tau Vorigeslewen am Bärensee : Eine humoristisch-plattdütsche Vertellung.
- Hapütjen ut mienen Blaumenjahren : Plattdeutsche Erzählungen.
- Kicheri : Plattdeutsche, humoristische Erzählungen.
- Quiekjorg-Kicheri : Plattdeutsche, humoristische Erzählungen.
- Tut-Rut-Kicheri : Plattdeutsche, humoristische Erzählungen.
- Plattdeutsche humoristische Erzählungen : Dei Aekerjagd 1875, Kicheri 1885, Quiekjorg-Kicheri 1886, Tut-Rut-Kicheri 1887.
- Hapütjen ut mienen Blaumenjahren : Plattdeutsche Erzählungen.